# نودان
نودان (بالفارسية: نودان) هي مدينة تقع في إيران في Kuhmareh District. يقدر عدد سكانها بـ 2,589 نسمة .